# Francesca da Rimini (Zandonai)
Francesca da Rimini ist eine Oper (Originalbezeichnung: „Tragedia“) in vier Akten und fünf Bildern von Riccardo Zandonai (Musik) mit einem Libretto von Tito Ricordi. Sie wurde am 19. Februar 1914 im Teatro Regio in Turin uraufgeführt.

## Handlung

### Vorgeschichte
Francesca soll aus politischen Gründen mit einem Sohn der Familie Malatesta verheiratet werden, genau gesagt mit Giovanni dem Lahmen, genannt Gianciotto. Jedoch wird befürchtet, Francesca würde sich, auf Grund seiner großen Hässlichkeit, niemals mit ihm verbinden wollen und sich der Hochzeit widersetzen. So wird eine Täuschung inszeniert, um die „vorteilhafte“ Partie nicht zu gefährden: Statt Giovanni wird dessen jüngerer und schöner Bruder Paolo geschickt, um Francesca zu täuschen.

### Erster Akt
Hof der Burg der Polenta
Ostasio, Francescas Bruder, bewacht aus Angst, die große Lüge könnte doch noch auffliegen, all ihre Kontakte und Beziehungen, und so wird ein einfacher Spielmann, welcher den Mägden am Hofe zum Amüsement die Geschichte von Tristan und Isolde vorträgt, kurzerhand in den Kerker gesperrt. Francescas Schwester Samaritana erscheint mit eben jener, noch ahnungslos der Lügen und Intrigen, und fleht zu jener, das Haus, in welchem sie gemeinsam ihre Kindheit verbracht hatten, noch nicht zu verlassen. Francesca jedoch ist fest entschlossen und erfüllt vom Gedanken an ihre bevorstehende Hochzeit. Da rufen sie ihre Mägde: Und da sieht sie, wie Paolo mit seinem Gefolge über den Hof reitet. Erfüllt von seiner Schönheit und ihrer entstehenden Liebe bricht sie eine Rose und übergibt sie „ihrem Bräutigam“.

### Zweiter Akt
Burg der Malatesta
Am Tage einer wichtigen Schlacht zwischen den Malatestas und den Paridati treibt es Francesca auf einen der Burgtürme, mitten im Getümmel der angehenden Schlacht. Dort trifft sie auf den nach einiger Abwesenheit zurückkehrenden Paolo. Auf Grund ihrer Schmach wirft sie ihm Verrat vor. Sein Gesicht ist jedoch von Reue gezeichnet, er nimmt den Helm ab und zieht ohne jenen schutzlos in die Schlacht. Francesca erkennt in jenem Todesmut, den sie in Paolo zu erkennen scheint, ein Zeichen höchster Reue, die er durch Sühne lösen will, und vergibt ihm. Doch die Gefahr scheint sich zu rächen: Paolo wird im Gesicht von einem Pfeil gestreift. Als Francesca die Wunde an ihm sucht und sein Gesicht mit ihrer Hand berührt, gesteht Paolo ihr seine Liebe. Gianciotto kommt, erfreut über den positiven Verlauf der wilden Schlacht zur Burg und begrüßt dort Francesca. Diese reicht ihm und Paolo Becher mit Wein, doch plötzlich wird, mit einigem Tumult, der schwerverletzte Malatestino herbeigebracht. Kaum hat Francesca seine Wunde am Auge verbunden, stürzt dieser zurück in die wieder auflebende Schlacht. 

### Dritter Akt
Zimmer mit Fresken, welche die Geschichte von Tristan und Isolde darstellen 
Francesca liest aus der Legende des Ritters Lancelot vor. Während sie ihre große Nervosität zu beherrschen versucht, versuchen ihre Frauen sie mit Liedern und Tänzen über den Frühlingsbeginn zu unterhalten. Ihrer Sklavin Smaragdi, welche in Unwissenheit Francescas nach Paolo hat schicken lassen, vertraut sie ihre Ängste über den hinterlistigen Malatestino an. Noch bevor jener erscheint, schickt Francesca ihre Frauen weg. Endlich erscheint Paolo, zurückgekehrt nach Rimini nach erneuter Abwesenheit. Francesca heißt ihn willkommen, versucht jedoch, eine unverfängliche Konversation zu erhalten. Sie erläutert ihm, sie habe sich mit ihrem Schicksal abgefunden, und möchte nichts mehr von ihrem verflogenen Glück hören. Paolo jedoch erzählt ihr, wie er sich immer wieder in den letzten Monaten zu ihr gesehnt hat, und stets vergeblich gegen seine Gefühle zu ihr ankämpfte. Da trifft sein Blick auf das aufgeschlagene Buch: Er beginnt daraus zu rezitieren und überredet Francesca dazu, dass sie den Part der Genevieve übernimmt. Als sie an der Stelle ankommen, an welcher der erste Kuss zwischen Lancelot und Genevieve stattfindet, fallen sich die beiden in die Arme und küssen sich leidenschaftlich.

### Vierter Akt
Erstes Bild. Achteckige Halle
Francesca wartet auf ihren Gatten, welcher zur Nacht abreisen soll. An ihrer Seite ist Malatestino, welcher sie bedrängt. Verstärkt wird ihr Gefühl des Unwohlseins durch die Schreie eines Gefangenen, welche unaufhörlich aus einem Verlies in der Tiefe dringen. Bald ergreift Malatestino eine Axt und steigt in das Verlies hinab. Während Malatestino in der Tiefe ist, erscheint Gianciotto, der seine Frau blass vor Entsetzen vorfindet. Malatestino erscheint mit dem Haupt des Gefangenen und Francesca verlässt entsetzt den Saal. Alsbald stellt Giovanni Malatestino zur Rede, da er zu Recht vermutet, Malatestino hätte Francesca bedrängt. Dieser jedoch lenkt die Gedanken Gianciottos listig durch versteckte Anspielungen auf die heimliche Beziehung zwischen Paolo und Francesca, welche ihm nicht entgangen ist. Giovanni verfällt in eine rasende Eifersucht: Er beschließt seine Abreise nur zu inszenieren und die beiden vermeintlichen Liebenden zur Nacht zu überraschen. 
Zweites Bild. Gemach wie im dritten Akt
Noch um vier Uhr nachts wachen die Frauen bei Francesca, welche von Albträumen geplagt scheint. Als sie mit einem Schrei aus ihrem Schlaf erwacht, schickt sie die Frauen fort und löscht die Lichter: dies ist das Zeichen, auf das Paolo stundenlang gewartet hatte. Als Francesca Paolo ihren Namen rufen hört, lässt sie ihn schnell ein, und die beiden geben sich ihrer Liebe hin. Doch die leidenschaftliche Szene ist nur von kürzester Dauer: Von außen dröhnt plötzlich das Pochen Gianciottos. Während Francesca verängstigt die Tür öffnet, versucht Paolo durch eine geheime Falltür im Boden dem eifersüchtigen Bruder zu entkommen: dies misslingt, da er mit seinem Mantel hängen bleibt. In letzter Konsequenz zieht Paolo seinen Dolch, doch Gianciotto stürzt mit offener Waffe auf ihn los. Um den Geliebten zu retten, stürzt sich Francesca zwischen die Brüder und wird von der Waffe ihres Gatten tödlich getroffen. Sie sinkt in des Geliebten Arme und empfängt von Paolo einen letzten Kuss. Gianciotto, getrieben von Eifersucht und abgrundtiefem Hass, ersticht nun auch Paolo, welcher, Arm in Arm mit Francesca, sterbend zu Boden sinkt.

## Instrumentation
Folgende Instrumente werden verlangt:
- Holzbläser: Piccoloflöte, zwei Flöten, zweite auch Albisiphon, zwei Oboen, Englischhorn, zwei Klarinetten, Bassklarinette, zwei Fagotte, zweites auch Kontrafagott
- Blechbläser: Vier Hörner, drei Trompeten, drei Posaunen, Bassposaune
- Pauken, Schlagzeug: kleine Trommel, große Trommel, Becken, Triangel, Glockenspiel
- Celesta
- Harfe
- Streicher
- Bühnenmusik: Solo-Bratsche, eine Flöte, ein Piffero, eine Klarinette in C, eine Viola pomposa, eine Laute, Trompeten,  Bucinen, Glocken

## Werkgeschichte

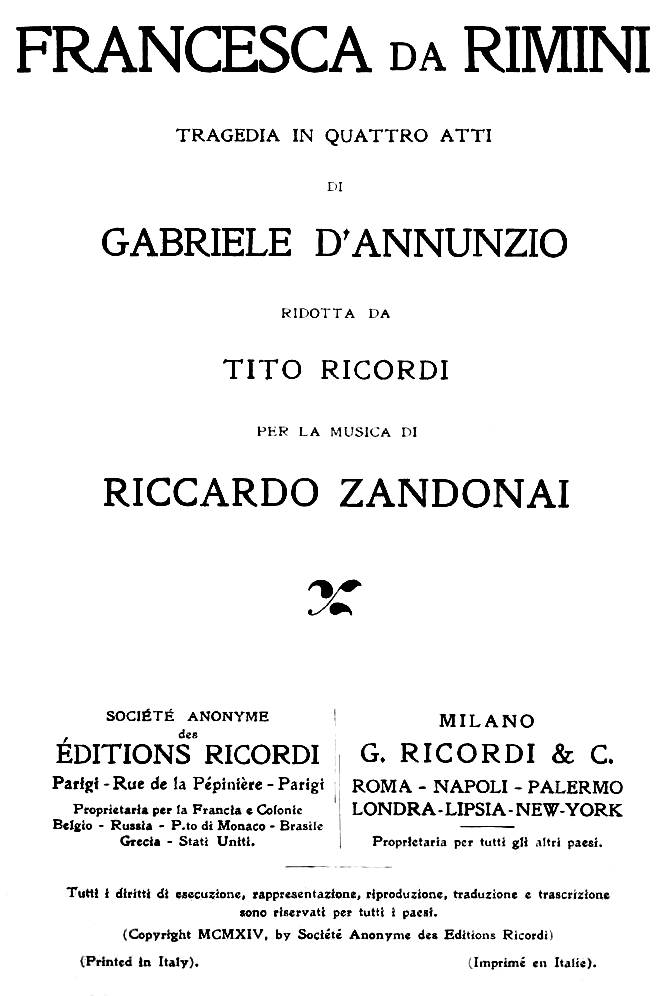
Titelblatt des Librettos, Mailand 1914

Der Text stammt von dem Verleger Tito Ricordi. Er basiert auf Gabriele D’Annunzios Verstragödie Francesca da Rimini (1901), die wiederum Giovanni Boccaccios Commento alla divina commedia (1373) verarbeitet. Letzteres verarbeitet eine Episode aus dem fünften Gesang des „Inferno“ aus der Göttlichen Komödie (um 1320) von Dante Alighieri.
Die Uraufführung fand am 19. Februar 1914 im Teatro Regio in Turin unter der musikalischen Leitung Ettore Panizzas statt. Zu den Mitwirkenden zählten Linda Cannetti (Francesca), Giulio Crimi (Paolo) und Francesco Cigada (Giovanni).